# 07th Expansion
07th Expansion ist ein japanischer Dōjin-Spiele-Zirkel (ein Fanzirkel, der Computerspiele entwickelt), die sich auf die Entwicklung von Sound Novels (eine japanische Ausprägung von Adventures) spezialisiert hat. Die Gruppe ist bekannt für ihre Dōjin-Spielserien Higurashi no Naku Koro ni und Umineko no Naku Koro ni.
Ungewöhnlich für Fanspiele, waren beide Reihen kommerziell sehr erfolgreich und zogen Manga-, Anime-, Konsolen- und Romanadaptionen nach sich.
Die Gruppe besteht aus fünf Mitgliedern: Ryūkishi07 (竜騎士07) ist für das Szenario und die Illustrationen verantwortlich, sein Bruder Yatazakura (八咫桜) für die Organisation, Programmierung und die Hintergründe, der Bruder Jika (時火) für Programmierung, Bilder und Textverarbeitung, dai für die Musik, Soundeffekte und Debugging, sowie Tsubaki Naruse (なるせ 椿) für die Kolorierung. Vormals gehörte auch der 2009 verstorbene BT hinzu, der die Website administrierte und die Spieleextras programmierte.

## Werke
Higurashi no Naku Koro ni
Onikakushi-hen (dt. „Kapitel: Verschleppt von Dämonen“) – 10. August 2002 (Comiket 62)
Watanagashi-hen (dt. „Kapitel: Baumwolltreiben“) – 29. Dezember 2002 (Comiket 63)
Tatarigoroshi-hen (dt. „Kapitel: Verfluchter Mord“) – 15. August 2003 (Comiket 64)
Himatsubushi-hen (dt. „Kapitel: Zeit totschlagen“) – 13. August 2004 (Comiket 66)
Higurashi no Naku Koro ni Kai
Meakashi-hen (dt. „Kapitel: Privatdetektiv“) – 30. Dezember 2004 (Comiket 67)
Tsumihoroboshi-hen (dt. „Kapitel: Buße“) – 14. August 2005 (Comiket 68)
Minagoroshi-hen (dt. „Kapitel: Massaker“) – 30. Dezember 2005 (Comiket 69)
Matsuribayashi-hen (dt. „Kapitel: Begleitung beim Festival“) – 13. August 2006 (Comiket 70)
Higurashi no Naku Koro ni Rei (Fan Disc) – 31. Dezember 2006 (Comiket 71)
Umineko no Naku Koro ni
Episode 1: Legend of the Golden Witch – 17. August 2007 (Comiket 72)
Episode 2: Turn of the Golden Witch – 31. Dezember 2007 (Comiket 73)
Episode 3: Banquet of the Golden Witch – 16. August 2008 (Comiket 74)
Episode 4: Alliance of the Golden Witch – 29. Dezember 2008 (Comiket 75)
Umineko no Naku Koro ni Chiru
Episode 5: End of the Golden Witch – 15. August 2009 (Comiket 76)
Episode 6: Dawn of the Golden Witch – 30. Dezember 2009 (Comiket 77)
Episode 7: Requiem of the Golden Witch – 14. August 2010 (Comiket 78)
Episode 8: Twilight of the Golden Witch – 31. Dezember 2010 (Comiket 79)
Umineko no Naku Koro ni Tsubasa (Fan Disc) – 31. Dezember 2010 (Comiket 79)
Außerdem waren sie an der Produktion der Konsoleneditionen von Higurashi beteiligt, die bei Alchemist erschienen sind: Higurashi no Naku Koro ni Matsuri für die Playstation 2 und die Serie Higurashi no Naku Koro ni Kizuna für den Nintendo DS.